# Lista över fornlämningar i Tanums kommun (Lur)
Lista över fornlämningar i Tanums kommun (Lur) är en förteckning av ett urval av de fornlämningar som finns i Lur i Tanums kommun.
| Namn                       | Lämningstyp                 | Tillkomsttid | Historisk indelning | Plats | Läge                 | ID-nr          | Bild                                 |
| -------------------------- | --------------------------- | ------------ | ------------------- | ----- | -------------------- | -------------- | ------------------------------------ |
| Lur 1:1                    | Gravfält                    |              | Lur, Bohuslän       |       | 58.849901, 11.301421 | 10157200010001 | Ladda upp en bild av detta fornminne |
| Lur 8:1                    | Röse                        |              | Lur, Bohuslän       |       | 58.839986, 11.231769 | 10157200080001 | Ladda upp en bild av detta fornminne |
| Lur 11:1                   | Röse                        |              | Lur, Bohuslän       |       | 58.843256, 11.290482 | 10157200110001 | Ladda upp en bild av detta fornminne |
| Lur 12:1                   | Röse                        |              | Lur, Bohuslän       |       | 58.846815, 11.314287 | 10157200120001 | Ladda upp en bild av detta fornminne |
| Lur 12:2                   | Stensättning                |              | Lur, Bohuslän       |       | 58.846971, 11.314368 | 10157200120002 | Ladda upp en bild av detta fornminne |
| Lur 14:1                   | Röse                        |              | Lur, Bohuslän       |       | 58.843585, 11.313158 | 10157200140001 | Ladda upp en bild av detta fornminne |
| Lur 14:2                   | Stensättning                |              | Lur, Bohuslän       |       | 58.843741, 11.313691 | 10157200140002 | Ladda upp en bild av detta fornminne |
| Lur 15:1                   | Röse                        |              | Lur, Bohuslän       |       | 58.842089, 11.312195 | 10157200150001 | Ladda upp en bild av detta fornminne |
| Lur 16:1                   | Röse                        |              | Lur, Bohuslän       |       | 58.839250, 11.282064 | 10157200160001 | Ladda upp en bild av detta fornminne |
| Lur 17:1                   | Röse                        |              | Lur, Bohuslän       |       | 58.840337, 11.290548 | 10157200170001 | Ladda upp en bild av detta fornminne |
| Lur 18:1                   | Röse                        |              | Lur, Bohuslän       |       | 58.838542, 11.293444 | 10157200180001 | Ladda upp en bild av detta fornminne |
| Lur 18:2                   | Röse                        |              | Lur, Bohuslän       |       | 58.839078, 11.293187 | 10157200180002 | Ladda upp en bild av detta fornminne |
| Lur 18:3                   | Stensättning                |              | Lur, Bohuslän       |       | 58.839205, 11.293089 | 10157200180003 | Ladda upp en bild av detta fornminne |
| Lur 18:4                   | Röse                        |              | Lur, Bohuslän       |       | 58.839517, 11.292446 | 10157200180004 | Ladda upp en bild av detta fornminne |
| Lur 19:1                   | Stensättning                |              | Lur, Bohuslän       |       | 58.838815, 11.290172 | 10157200190001 | Ladda upp en bild av detta fornminne |
| Lur 19:2                   | Stensättning                |              | Lur, Bohuslän       |       | 58.838540, 11.289979 | 10157200190002 | Ladda upp en bild av detta fornminne |
| Lur 19:3                   | Röse                        |              | Lur, Bohuslän       |       | 58.838093, 11.290621 | 10157200190003 | Ladda upp en bild av detta fornminne |
| Lur 19:4                   | Röse                        |              | Lur, Bohuslän       |       | 58.837669, 11.291155 | 10157200190004 | Ladda upp en bild av detta fornminne |
| Lur 20:1                   | Stensättning                |              | Lur, Bohuslän       |       | 58.837731, 11.292240 | 10157200200001 | Ladda upp en bild av detta fornminne |
| Lur 21:1                   | Röse                        |              | Lur, Bohuslän       |       | 58.836423, 11.292393 | 10157200210001 | Ladda upp en bild av detta fornminne |
| Lur 21:2                   | Röse                        |              | Lur, Bohuslän       |       | 58.836050, 11.292246 | 10157200210002 | Ladda upp en bild av detta fornminne |
| Lur 21:3                   | Stensättning                |              | Lur, Bohuslän       |       | 58.836179, 11.292058 | 10157200210003 | Ladda upp en bild av detta fornminne |
| Lur 22:1                   | Röse                        |              | Lur, Bohuslän       |       | 58.837815, 11.295193 | 10157200220001 | Ladda upp en bild av detta fornminne |
| Lur 23:1                   | Röse                        |              | Lur, Bohuslän       |       | 58.837137, 11.295359 | 10157200230001 | Ladda upp en bild av detta fornminne |
| Lur 24:1                   | Röse                        |              | Lur, Bohuslän       |       | 58.836258, 11.298823 | 10157200240001 | Ladda upp en bild av detta fornminne |
| Lur 24:2                   | Stensättning                |              | Lur, Bohuslän       |       | 58.836159, 11.298523 | 10157200240002 | Ladda upp en bild av detta fornminne |
| Lur 24:3                   | Stensättning                |              | Lur, Bohuslän       |       | 58.836367, 11.298862 | 10157200240003 | Ladda upp en bild av detta fornminne |
| Lur 28:1                   | Röse                        |              | Lur, Bohuslän       |       | 58.834749, 11.308592 | 10157200280001 | Ladda upp en bild av detta fornminne |
| Lur 30:1                   | Stensättning                |              | Lur, Bohuslän       |       | 58.839071, 11.327621 | 10157200300001 | Ladda upp en bild av detta fornminne |
| Lur 32:1                   | Röse                        |              | Lur, Bohuslän       |       | 58.838564, 11.326619 | 10157200320001 | Ladda upp en bild av detta fornminne |
| Lur 33:1                   | Röse                        |              | Lur, Bohuslän       |       | 58.833690, 11.284450 | 10157200330001 | Ladda upp en bild av detta fornminne |
| Lur 33:2                   | Stensättning                |              | Lur, Bohuslän       |       | 58.833582, 11.284706 | 10157200330002 | Ladda upp en bild av detta fornminne |
| Lur 34:1                   | Röse                        |              | Lur, Bohuslän       |       | 58.834915, 11.289608 | 10157200340001 | Ladda upp en bild av detta fornminne |
| Lur 36:1                   | Röse                        |              | Lur, Bohuslän       |       | 58.836811, 11.327826 | 10157200360001 | Ladda upp en bild av detta fornminne |
| Lur 37:1                   | Röse                        |              | Lur, Bohuslän       |       | 58.835252, 11.324756 | 10157200370001 | Ladda upp en bild av detta fornminne |
| Lur 38:1                   | Röse                        |              | Lur, Bohuslän       |       | 58.832466, 11.285790 | 10157200380001 | Ladda upp en bild av detta fornminne |
| Lur 39:1                   | Röse                        |              | Lur, Bohuslän       |       | 58.831532, 11.223987 | 10157200390001 | Ladda upp en bild av detta fornminne |
| Lur 40:1                   | Gravfält                    |              | Lur, Bohuslän       |       | 58.829615, 11.234259 | 10157200400001 | Ladda upp en bild av detta fornminne |
| Lur 43:1                   | Stenkammargrav              |              | Lur, Bohuslän       |       | 58.829022, 11.257544 | 10157200430001 | Ladda upp en bild av detta fornminne |
| Lur 44:1                   | Röse                        |              | Lur, Bohuslän       |       | 58.831493, 11.275822 | 10157200440001 | Ladda upp en bild av detta fornminne |
| Lur 45:1                   | Röse                        |              | Lur, Bohuslän       |       | 58.829276, 11.297164 | 10157200450001 | Ladda upp en bild av detta fornminne |
| Lur 45:2                   | Stensättning                |              | Lur, Bohuslän       |       | 58.829070, 11.296685 | 10157200450002 | Ladda upp en bild av detta fornminne |
| Lur 46:1                   | Röse                        |              | Lur, Bohuslän       |       | 58.830724, 11.304614 | 10157200460001 | Ladda upp en bild av detta fornminne |
| Lur 46:2                   | Stensättning                |              | Lur, Bohuslän       |       | 58.830806, 11.304411 | 10157200460002 | Ladda upp en bild av detta fornminne |
| Lur 46:3                   | Stensättning                |              | Lur, Bohuslän       |       | 58.830706, 11.304859 | 10157200460003 | Ladda upp en bild av detta fornminne |
| Lur 47:1                   | Röse                        |              | Lur, Bohuslän       |       | 58.827552, 11.310520 | 10157200470001 | Ladda upp en bild av detta fornminne |
| Lur 47:2                   | Stensättning                |              | Lur, Bohuslän       |       | 58.827597, 11.310756 | 10157200470002 | Ladda upp en bild av detta fornminne |
| Lur 48:1                   | Röse                        |              | Lur, Bohuslän       |       | 58.826356, 11.234927 | 10157200480001 | Ladda upp en bild av detta fornminne |
| Lur 49:1                   | Röse                        |              | Lur, Bohuslän       |       | 58.825542, 11.234487 | 10157200490001 | Ladda upp en bild av detta fornminne |
| Lur 49:2                   | Röse                        |              | Lur, Bohuslän       |       | 58.825419, 11.234294 | 10157200490002 | Ladda upp en bild av detta fornminne |
| Lur 50:1                   | Röse                        |              | Lur, Bohuslän       |       | 58.825068, 11.242701 | 10157200500001 | Ladda upp en bild av detta fornminne |
| Lur 51:1                   | Stensättning                |              | Lur, Bohuslän       |       | 58.825028, 11.245633 | 10157200510001 | Ladda upp en bild av detta fornminne |
| Lur 52:1                   | Röse                        |              | Lur, Bohuslän       |       | 58.824425, 11.254035 | 10157200520001 | Ladda upp en bild av detta fornminne |
| Lur 52:2                   | Röse                        |              | Lur, Bohuslän       |       | 58.824368, 11.254232 | 10157200520002 | Ladda upp en bild av detta fornminne |
| Hesslands rös (Lur 54:1)   | Röse                        |              | Lur, Bohuslän       |       | 58.829389, 11.269809 | 10157200540001 | Ladda upp en bild av detta fornminne |
| Lur 55:1                   | Röse                        |              | Lur, Bohuslän       |       | 58.829428, 11.268270 | 10157200550001 | Ladda upp en bild av detta fornminne |
| Lur 56:1                   | Röse                        |              | Lur, Bohuslän       |       | 58.827570, 11.264974 | 10157200560001 | Ladda upp en bild av detta fornminne |
| Lur 56:2                   | Röse                        |              | Lur, Bohuslän       |       | 58.827281, 11.264661 | 10157200560002 | Ladda upp en bild av detta fornminne |
| Lur 58:1                   | Röse                        |              | Lur, Bohuslän       |       | 58.822035, 11.229154 | 10157200580001 | Ladda upp en bild av detta fornminne |
| Lur 58:2                   | Stensättning                |              | Lur, Bohuslän       |       | 58.822044, 11.228859 | 10157200580002 | Ladda upp en bild av detta fornminne |
| Lur 59:1                   | Röse                        |              | Lur, Bohuslän       |       | 58.819744, 11.381125 | 10157200590001 | Ladda upp en bild av detta fornminne |
| Lur 60:1                   | Stensättning                |              | Lur, Bohuslän       |       | 58.817949, 11.279252 | 10157200600001 | Ladda upp en bild av detta fornminne |
| Lur 62:1                   | Röse                        |              | Lur, Bohuslän       |       | 58.818299, 11.269081 | 10157200620001 | Ladda upp en bild av detta fornminne |
| Lur 63:1                   | Röse                        |              | Lur, Bohuslän       |       | 58.811676, 11.248047 | 10157200630001 | Ladda upp en bild av detta fornminne |
| Lur 64:1                   | Stensättning                |              | Lur, Bohuslän       |       | 58.800117, 11.269430 | 10157200640001 | Ladda upp en bild av detta fornminne |
| Lur 66:1                   | Röse                        |              | Lur, Bohuslän       |       | 58.799331, 11.276918 | 10157200660001 | Ladda upp en bild av detta fornminne |
| Lur 66:2                   | Stensättning                |              | Lur, Bohuslän       |       | 58.799297, 11.276662 | 10157200660002 | Ladda upp en bild av detta fornminne |
| Lur 67:1                   | Röse                        |              | Lur, Bohuslän       |       | 58.851327, 11.299802 | 10157200670001 | Ladda upp en bild av detta fornminne |
| Lur 68:1                   | Gravfält                    |              | Lur, Bohuslän       |       | 58.848240, 11.301146 | 10157200680001 | Ladda upp en bild av detta fornminne |
| Lur 69:1                   | Stenkrets                   |              | Lur, Bohuslän       |       | 58.846743, 11.301821 | 10157200690001 | Ladda upp en bild av detta fornminne |
| Lur 70:1                   | Gravfält                    |              | Lur, Bohuslän       |       | 58.846289, 11.302725 | 10157200700001 | Ladda upp en bild av detta fornminne |
| Lur 71:1                   | Gravfält                    |              | Lur, Bohuslän       |       | 58.841351, 11.273276 | 10157200710001 | Ladda upp en bild av detta fornminne |
| Lur 72:1                   | Stensättning                |              | Lur, Bohuslän       |       | 58.836297, 11.261569 | 10157200720001 | Ladda upp en bild av detta fornminne |
| Lur 75:1                   | Gravfält                    |              | Lur, Bohuslän       |       | 58.837904, 11.294011 | 10157200750001 | Ladda upp en bild av detta fornminne |
| Lur 76:1                   | Stensättning                |              | Lur, Bohuslän       |       | 58.836542, 11.398641 | 10157200760001 | Ladda upp en bild av detta fornminne |
| Lur 78:1                   | Gravfält                    |              | Lur, Bohuslän       |       | 58.830735, 11.391297 | 10157200780001 | Ladda upp en bild av detta fornminne |
| Lur 81:1                   | Röse                        |              | Lur, Bohuslän       |       | 58.811300, 11.221239 | 10157200810001 | Ladda upp en bild av detta fornminne |
| Lur 81:2                   | Röse                        |              | Lur, Bohuslän       |       | 58.811074, 11.221768 | 10157200810002 | Ladda upp en bild av detta fornminne |
| Lur 81:3                   | Röse                        |              | Lur, Bohuslän       |       | 58.811072, 11.221405 | 10157200810003 | Ladda upp en bild av detta fornminne |
| Lur 83:1                   | Stensättning                |              | Lur, Bohuslän       |       | 58.818667, 11.326682 | 10157200830001 | Ladda upp en bild av detta fornminne |
| Lur 83:2                   | Stensättning                |              | Lur, Bohuslän       |       | 58.819311, 11.326572 | 10157200830002 | Ladda upp en bild av detta fornminne |
| Lur 84:1                   | Hög                         |              | Lur, Bohuslän       |       | 58.819015, 11.330551 | 10157200840001 | Ladda upp en bild av detta fornminne |
| Lur 85:1                   | Stenkrets                   |              | Lur, Bohuslän       |       | 58.814481, 11.307003 | 10157200850001 | Ladda upp en bild av detta fornminne |
| Lur 85:2                   | Stenkrets                   |              | Lur, Bohuslän       |       | 58.814589, 11.307230 | 10157200850002 | Ladda upp en bild av detta fornminne |
| Lur 86:1                   | Stensättning                |              | Lur, Bohuslän       |       | 58.815167, 11.325766 | 10157200860001 | Ladda upp en bild av detta fornminne |
| Lur 87:1                   | Gravfält                    |              | Lur, Bohuslän       |       | 58.814522, 11.327367 | 10157200870001 | Ladda upp en bild av detta fornminne |
| Lur 88:1                   | Hög                         |              | Lur, Bohuslän       |       | 58.817187, 11.326116 | 10157200880001 | Ladda upp en bild av detta fornminne |
| Lur 89:1                   | Hög                         |              | Lur, Bohuslän       |       | 58.820488, 11.340204 | 10157200890001 | Ladda upp en bild av detta fornminne |
| Lur 90:1                   | Gravfält                    |              | Lur, Bohuslän       |       | 58.813681, 11.324988 | 10157200900001 | Ladda upp en bild av detta fornminne |
| Dösjett (Döset) (Lur 92:1) | Gravfält                    |              | Lur, Bohuslän       |       | 58.809957, 11.332755 | 10157200920001 | Ladda upp en bild av detta fornminne |
| Lur 93:1                   | Stensättning                |              | Lur, Bohuslän       |       | 58.823729, 11.397971 | 10157200930001 | Ladda upp en bild av detta fornminne |
| Lur 93:2                   | Stensättning                |              | Lur, Bohuslän       |       | 58.823537, 11.397614 | 10157200930002 | Ladda upp en bild av detta fornminne |
| Lur 94:1                   | Hög                         |              | Lur, Bohuslän       |       | 58.821322, 11.402542 | 10157200940001 | Ladda upp en bild av detta fornminne |
| Lur 94:2                   | Stensättning                |              | Lur, Bohuslän       |       | 58.821378, 11.402344 | 10157200940002 | Ladda upp en bild av detta fornminne |
| Lur 94:4                   | Stensättning                |              | Lur, Bohuslän       |       | 58.821493, 11.402000 | 10157200940004 | Ladda upp en bild av detta fornminne |
| Lur 95:1                   | Hög                         |              | Lur, Bohuslän       |       | 58.815227, 11.409302 | 10157200950001 | Ladda upp en bild av detta fornminne |
| Lur 95:2                   | Stensättning                |              | Lur, Bohuslän       |       | 58.815256, 11.409057 | 10157200950002 | Ladda upp en bild av detta fornminne |
| Lur 95:3                   | Stensättning                |              | Lur, Bohuslän       |       | 58.815150, 11.409120 | 10157200950003 | Ladda upp en bild av detta fornminne |
| Lur 95:4                   | Stensättning                |              | Lur, Bohuslän       |       | 58.815343, 11.409273 | 10157200950004 | Ladda upp en bild av detta fornminne |
| Lur 98:1                   | Stensättning                |              | Lur, Bohuslän       |       | 58.807652, 11.260964 | 10157200980001 | Ladda upp en bild av detta fornminne |
| Lur 99:1                   | Hög                         |              | Lur, Bohuslän       |       | 58.809201, 11.271547 | 10157200990001 | Ladda upp en bild av detta fornminne |
| Lur 100:1                  | Stenkrets                   |              | Lur, Bohuslän       |       | 58.804494, 11.253877 | 10157201000001 | Ladda upp en bild av detta fornminne |
| Lur 101:1                  | Grav markerad av sten/block |              | Lur, Bohuslän       |       | 58.803016, 11.259744 | 10157201010001 | Ladda upp en bild av detta fornminne |
| Lur 101:2                  | Grav markerad av sten/block |              | Lur, Bohuslän       |       | 58.802948, 11.259578 | 10157201010002 | Ladda upp en bild av detta fornminne |
| Korpeberget (Lur 102:1)    | Fornborg                    |              | Lur, Bohuslän       |       | 58.799030, 11.265611 | 10157201020001 | Ladda upp en bild av detta fornminne |
| Lur 103:1                  | Stensättning                |              | Lur, Bohuslän       |       | 58.806167, 11.340501 | 10157201030001 | Ladda upp en bild av detta fornminne |
| Lur 104:1                  | Hög                         |              | Lur, Bohuslän       |       | 58.802702, 11.336528 | 10157201040001 | Ladda upp en bild av detta fornminne |
| Lur 104:2                  | Stensättning                |              | Lur, Bohuslän       |       | 58.802693, 11.336806 | 10157201040002 | Ladda upp en bild av detta fornminne |
| Lur 104:3                  | Stenkrets                   |              | Lur, Bohuslän       |       | 58.802491, 11.336416 | 10157201040003 | Ladda upp en bild av detta fornminne |
| Slottsberget (Lur 105:1)   | Fornborg                    |              | Lur, Bohuslän       |       | 58.801338, 11.373348 | 10157201050001 | Ladda upp en bild av detta fornminne |
| Raneslott (Lur 106:1)      | Fornborg                    |              | Lur, Bohuslän       |       | 58.803256, 11.460315 | 10157201060001 | Ladda upp en bild av detta fornminne |
| Lur 107:1                  | Gravfält                    |              | Lur, Bohuslän       |       | 58.794338, 11.294591 | 10157201070001 | Ladda upp en bild av detta fornminne |
| Lur 108:1                  | Hög                         |              | Lur, Bohuslän       |       | 58.791536, 11.347168 | 10157201080001 | Ladda upp en bild av detta fornminne |
| Lur 109:1                  | Stensättning                |              | Lur, Bohuslän       |       | 58.790130, 11.352057 | 10157201090001 | Ladda upp en bild av detta fornminne |
| Lur 110:1                  | Gravfält                    |              | Lur, Bohuslän       |       | 58.780478, 11.342297 | 10157201100001 | Ladda upp en bild av detta fornminne |
| Lur 113:1                  | Fiskeläge                   |              | Lur, Bohuslän       |       | 58.805047, 11.167836 | 10157201130001 | Ladda upp en bild av detta fornminne |
| Lur 114:1                  | Fiskeläge                   |              | Lur, Bohuslän       |       | 58.803629, 11.166076 | 10157201140001 | Ladda upp en bild av detta fornminne |
| Lur 116:1                  | Fiskeläge                   |              | Lur, Bohuslän       |       | 58.802419, 11.158907 | 10157201160001 | Ladda upp en bild av detta fornminne |
| Lur 118:1                  | Fornborg                    |              | Lur, Bohuslän       |       | 58.810856, 11.228553 | 10157201180001 | Ladda upp en bild av detta fornminne |
| Lur 119:1                  | Stensättning                |              | Lur, Bohuslän       |       | 58.811758, 11.225686 | 10157201190001 | Ladda upp en bild av detta fornminne |
| Lur 122:1                  | Stensättning                |              | Lur, Bohuslän       |       | 58.813013, 11.268492 | 10157201220001 | Ladda upp en bild av detta fornminne |
| Lur 123:1                  | Stensättning                |              | Lur, Bohuslän       |       | 58.811615, 11.264402 | 10157201230001 | Ladda upp en bild av detta fornminne |
| Lur 126:1                  | Stensättning                |              | Lur, Bohuslän       |       | 58.809035, 11.266944 | 10157201260001 | Ladda upp en bild av detta fornminne |
| Lur 126:2                  | Stensättning                |              | Lur, Bohuslän       |       | 58.808922, 11.267077 | 10157201260002 | Ladda upp en bild av detta fornminne |
| Lur 127:1                  | Stensättning                |              | Lur, Bohuslän       |       | 58.805607, 11.268398 | 10157201270001 | Ladda upp en bild av detta fornminne |
| Lur 128:1                  | Stensättning                |              | Lur, Bohuslän       |       | 58.806202, 11.266864 | 10157201280001 | Ladda upp en bild av detta fornminne |
| Lur 129:1                  | Stensättning                |              | Lur, Bohuslän       |       | 58.829028, 11.298405 | 10157201290001 | Ladda upp en bild av detta fornminne |
| Lur 130:1                  | Stensättning                |              | Lur, Bohuslän       |       | 58.825793, 11.296169 | 10157201300001 | Ladda upp en bild av detta fornminne |
| Lur 131:1                  | Stensättning                |              | Lur, Bohuslän       |       | 58.827853, 11.299634 | 10157201310001 | Ladda upp en bild av detta fornminne |
| Lur 131:2                  | Stensättning                |              | Lur, Bohuslän       |       | 58.827765, 11.300268 | 10157201310002 | Ladda upp en bild av detta fornminne |
| Lur 132:1                  | Stensättning                |              | Lur, Bohuslän       |       | 58.815767, 11.235199 | 10157201320001 | Ladda upp en bild av detta fornminne |
| Lur 134:1                  | Stensättning                |              | Lur, Bohuslän       |       | 58.836122, 11.284892 | 10157201340001 | Ladda upp en bild av detta fornminne |
| Lur 135:1                  | Stensättning                |              | Lur, Bohuslän       |       | 58.840653, 11.283788 | 10157201350001 | Ladda upp en bild av detta fornminne |
| Lur 137:1                  | Gravfält                    |              | Lur, Bohuslän       |       | 58.820261, 11.320115 | 10157201370001 | Ladda upp en bild av detta fornminne |
| Lur 140:1                  | Hällristning                |              | Lur, Bohuslän       |       | 58.815854, 11.328163 | 10157201400001 | Ladda upp en bild av detta fornminne |
| Lur 140:2                  | Hällristning                |              | Lur, Bohuslän       |       | 58.815928, 11.328222 | 10157201400002 | Ladda upp en bild av detta fornminne |
| Lur 141:2                  | Stensättning                |              | Lur, Bohuslän       |       | 58.814371, 11.322656 | 10157201410002 | Ladda upp en bild av detta fornminne |
| Lur 141:3                  | Stensättning                |              | Lur, Bohuslän       |       | 58.814266, 11.322983 | 10157201410003 | Ladda upp en bild av detta fornminne |
| Lur 142:1                  | Hög                         |              | Lur, Bohuslän       |       | 58.821931, 11.334950 | 10157201420001 | Ladda upp en bild av detta fornminne |
| Lur 142:2                  | Hög                         |              | Lur, Bohuslän       |       | 58.821758, 11.335374 | 10157201420002 | Ladda upp en bild av detta fornminne |
| Lur 143:1                  | Stensättning                |              | Lur, Bohuslän       |       | 58.841022, 11.306503 | 10157201430001 | Ladda upp en bild av detta fornminne |
| Lur 144:1                  | Stensättning                |              | Lur, Bohuslän       |       | 58.840311, 11.310440 | 10157201440001 | Ladda upp en bild av detta fornminne |
| Lur 146:1                  | Stensättning                |              | Lur, Bohuslän       |       | 58.854425, 11.345032 | 10157201460001 | Ladda upp en bild av detta fornminne |
| Lur 147:1                  | Hällristning                |              | Lur, Bohuslän       |       | 58.858465, 11.355282 | 10157201470001 | Ladda upp en bild av detta fornminne |
| Lur 148:1                  | Stensättning                |              | Lur, Bohuslän       |       | 58.857353, 11.355389 | 10157201480001 | Ladda upp en bild av detta fornminne |
| Lur 148:2                  | Stensättning                |              | Lur, Bohuslän       |       | 58.857507, 11.355402 | 10157201480002 | Ladda upp en bild av detta fornminne |
| Lur 149:1                  | Stensättning                |              | Lur, Bohuslän       |       | 58.842888, 11.339718 | 10157201490001 | Ladda upp en bild av detta fornminne |
| Lur 149:2                  | Stensättning                |              | Lur, Bohuslän       |       | 58.842971, 11.339533 | 10157201490002 | Ladda upp en bild av detta fornminne |
| Lur 150:1                  | Stensättning                |              | Lur, Bohuslän       |       | 58.840090, 11.343227 | 10157201500001 | Ladda upp en bild av detta fornminne |
| Lur 151:1                  | Hällristning                |              | Lur, Bohuslän       |       | 58.834028, 11.275440 | 10157201510001 | Ladda upp en bild av detta fornminne |
| Lur 167:1                  | Gravfält                    |              | Lur, Bohuslän       |       | 58.819435, 11.311228 | 10157201670001 | Ladda upp en bild av detta fornminne |
| Lur 172:1                  | Hällristning                |              | Lur, Bohuslän       |       | 58.821096, 11.313813 | 10157201720001 | Ladda upp en bild av detta fornminne |
| Lur 201:1                  | Hällristning                |              | Lur, Bohuslän       |       | 58.812183, 11.274873 | 10157202010001 | Ladda upp en bild av detta fornminne |
| Lur 202:1                  | Hällristning                |              | Lur, Bohuslän       |       | 58.850727, 11.295914 | 10157202020001 | Ladda upp en bild av detta fornminne |
| Lur 204:2                  | Hällristning                |              | Lur, Bohuslän       |       | 58.850215, 11.295250 | 10157202040002 | Ladda upp en bild av detta fornminne |
| Lur 205:1                  | Hällristning                |              | Lur, Bohuslän       |       | 58.849470, 11.294553 | 10157202050001 | Ladda upp en bild av detta fornminne |
| Lur 207:1                  | Hällristning                |              | Lur, Bohuslän       |       | 58.847875, 11.293856 | 10157202070001 | Ladda upp en bild av detta fornminne |
| Lur 209:1                  | Hällristning                |              | Lur, Bohuslän       |       | 58.829176, 11.309938 | 10157202090001 | Ladda upp en bild av detta fornminne |
| Lur 210:1                  | Hällristning                |              | Lur, Bohuslän       |       | 58.834429, 11.320712 | 10157202100001 | Ladda upp en bild av detta fornminne |
| Lur 210:2                  | Hällristning                |              | Lur, Bohuslän       |       | 58.834098, 11.320308 | 10157202100002 | Ladda upp en bild av detta fornminne |
| Kycklingstenen (Lur 212:1) | Hällristning                |              | Lur, Bohuslän       |       | 58.839638, 11.332484 | 10157202120001 | Ladda upp en bild av detta fornminne |
| Kycklingstenen (Lur 212:2) | Hällristning                |              | Lur, Bohuslän       |       | 58.839587, 11.332561 | 10157202120002 | Ladda upp en bild av detta fornminne |
| Kycklingstenen (Lur 212:3) | Grav markerad av sten/block |              | Lur, Bohuslän       |       | 58.839780, 11.332446 | 10157202120003 | Ladda upp en bild av detta fornminne |
| Lur 218:1                  | Stensättning                |              | Lur, Bohuslän       |       | 58.843585, 11.292922 | 10157202180001 | Ladda upp en bild av detta fornminne |
| Lur 218:2                  | Stensättning                |              | Lur, Bohuslän       |       | 58.843799, 11.292845 | 10157202180002 | Ladda upp en bild av detta fornminne |
| Lur 220:1                  | Fornborg                    |              | Lur, Bohuslän       |       | 58.822581, 11.379343 | 10157202200001 | Ladda upp en bild av detta fornminne |
| Lur 221:1                  | Stensättning                |              | Lur, Bohuslän       |       | 58.830097, 11.353632 | 10157202210001 | Ladda upp en bild av detta fornminne |
| Lur 224:1                  | Röse                        |              | Lur, Bohuslän       |       | 58.819889, 11.420672 | 10157202240001 | Ladda upp en bild av detta fornminne |
| Lur 229:1                  | Hög                         |              | Lur, Bohuslän       |       | 58.799308, 11.334624 | 10157202290001 | Ladda upp en bild av detta fornminne |
| Lur 231:1                  | Stensättning                |              | Lur, Bohuslän       |       | 58.787833, 11.363234 | 10157202310001 | Ladda upp en bild av detta fornminne |
| Lur 231:2                  | Stensättning                |              | Lur, Bohuslän       |       | 58.787610, 11.363269 | 10157202310002 | Ladda upp en bild av detta fornminne |
| Lur 233:1                  | Gravfält                    |              | Lur, Bohuslän       |       | 58.822168, 11.330343 | 10157202330001 | Ladda upp en bild av detta fornminne |
| Lur 235:1                  | Grav markerad av sten/block |              | Lur, Bohuslän       |       | 58.821228, 11.259193 | 10157202350001 | Ladda upp en bild av detta fornminne |
| Lur 252:1                  | Stensättning                |              | Lur, Bohuslän       |       | 58.841025, 11.293534 | 10157202520001 | Ladda upp en bild av detta fornminne |
| Lur 253:1                  | Röse                        |              | Lur, Bohuslän       |       | 58.841791, 11.286496 | 10157202530001 | Ladda upp en bild av detta fornminne |
| Lur 254:1                  | Hällristning                |              | Lur, Bohuslän       |       | 58.845122, 11.300165 | 10157202540001 | Ladda upp en bild av detta fornminne |
| Lur 259:1                  | Stensättning                |              | Lur, Bohuslän       |       | 58.802477, 11.326372 | 10157202590001 | Ladda upp en bild av detta fornminne |
| Lur 269:1                  | Gravfält                    |              | Lur, Bohuslän       |       | 58.800404, 11.297171 | 10157202690001 | Ladda upp en bild av detta fornminne |
| Lur 302:1                  | Hög                         |              | Lur, Bohuslän       |       | 58.814803, 11.411721 | 10157203020001 | Ladda upp en bild av detta fornminne |
| Lur 314:1                  | Stensättning                |              | Lur, Bohuslän       |       | 58.811375, 11.403625 | 10157203140001 | Ladda upp en bild av detta fornminne |
| Lur 351:1                  | Gravfält                    |              | Lur, Bohuslän       |       | 58.809990, 11.304855 | 10157203510001 | Ladda upp en bild av detta fornminne |
| Lur 351:2                  | Hög                         |              | Lur, Bohuslän       |       | 58.810581, 11.305858 | 10157203510002 | Ladda upp en bild av detta fornminne |
| Lur 353:1                  | Stensättning                |              | Lur, Bohuslän       |       | 58.811766, 11.305775 | 10157203530001 | Ladda upp en bild av detta fornminne |
| Lur 366:1                  | Stensättning                |              | Lur, Bohuslän       |       | 58.796579, 11.330367 | 10157203660001 | Ladda upp en bild av detta fornminne |
| Lur 375:1                  | Grav markerad av sten/block |              | Lur, Bohuslän       |       | 58.832289, 11.302739 | 10157203750001 | Ladda upp en bild av detta fornminne |
| Lur 375:2                  | Grav markerad av sten/block |              | Lur, Bohuslän       |       | 58.832220, 11.302593 | 10157203750002 | Ladda upp en bild av detta fornminne |
| Lur 376:1                  | Grav markerad av sten/block |              | Lur, Bohuslän       |       | 58.831940, 11.304195 | 10157203760001 | Ladda upp en bild av detta fornminne |
| Lur 376:2                  | Grav markerad av sten/block |              | Lur, Bohuslän       |       | 58.831925, 11.304024 | 10157203760002 | Ladda upp en bild av detta fornminne |
| Lur 382:1                  | Stenkrets                   |              | Lur, Bohuslän       |       | 58.846880, 11.299545 | 10157203820001 | Ladda upp en bild av detta fornminne |
| Lur 382:2                  | Stensättning                |              | Lur, Bohuslän       |       | 58.846870, 11.299772 | 10157203820002 | Ladda upp en bild av detta fornminne |
| Lur 390:1                  | Hällristning                |              | Lur, Bohuslän       |       | 58.781859, 11.331705 | 10157203900001 | Ladda upp en bild av detta fornminne |
| Lur 391:1                  | Hällristning                |              | Lur, Bohuslän       |       | 58.779910, 11.332664 | 10157203910001 | Ladda upp en bild av detta fornminne |
| Lur 392:1                  | Hällristning                |              | Lur, Bohuslän       |       | 58.779499, 11.332843 | 10157203920001 | Ladda upp en bild av detta fornminne |
| Lur 393:1                  | Hällristning                |              | Lur, Bohuslän       |       | 58.779305, 11.333627 | 10157203930001 | Ladda upp en bild av detta fornminne |
| Lur 406:1                  | Stensättning                |              | Lur, Bohuslän       |       | 58.834090, 11.392168 | 10157204060001 | Ladda upp en bild av detta fornminne |
| Lur 407:1                  | Stensättning                |              | Lur, Bohuslän       |       | 58.829797, 11.394723 | 10157204070001 | Ladda upp en bild av detta fornminne |
| Lur 407:2                  | Hög                         |              | Lur, Bohuslän       |       | 58.829677, 11.394877 | 10157204070002 | Ladda upp en bild av detta fornminne |
| Lur 408:1                  | Kvarn                       |              | Lur, Bohuslän       |       | 58.830481, 11.387240 | 10157204080001 | Ladda upp en bild av detta fornminne |
| Lur 421:1                  | Hällristning                |              | Lur, Bohuslän       |       | 58.834536, 11.316065 | 10157204210001 | Ladda upp en bild av detta fornminne |
| Lur 422:1                  | Hällristning                |              | Lur, Bohuslän       |       | 58.833741, 11.321557 | 10157204220001 | Ladda upp en bild av detta fornminne |
| Lur 423:1                  | Hällristning                |              | Lur, Bohuslän       |       | 58.829918, 11.309795 | 10157204230001 | Ladda upp en bild av detta fornminne |
| Lur 425:1                  | Hällristning                |              | Lur, Bohuslän       |       | 58.838796, 11.281060 | 10157204250001 | Ladda upp en bild av detta fornminne |
| Lur 426:1                  | Hällristning                |              | Lur, Bohuslän       |       | 58.838349, 11.280853 | 10157204260001 | Ladda upp en bild av detta fornminne |
| Lur 426:2                  | Hällristning                |              | Lur, Bohuslän       |       | 58.838283, 11.281034 | 10157204260002 | Ladda upp en bild av detta fornminne |
| Lur 427:1                  | Hällristning                |              | Lur, Bohuslän       |       | 58.851702, 11.297186 | 10157204270001 | Ladda upp en bild av detta fornminne |
| Lur 428:1                  | Hällristning                |              | Lur, Bohuslän       |       | 58.820174, 11.316649 | 10157204280001 | Ladda upp en bild av detta fornminne |
| Lur 430:1                  | Röse                        |              | Lur, Bohuslän       |       | 58.787009, 11.276494 | 10157204300001 | Ladda upp en bild av detta fornminne |
| Lur 430:2                  | Stensättning                |              | Lur, Bohuslän       |       | 58.787119, 11.276946 | 10157204300002 | Ladda upp en bild av detta fornminne |
| Lur 431:1                  | Stensättning                |              | Lur, Bohuslän       |       | 58.788930, 11.275872 | 10157204310001 | Ladda upp en bild av detta fornminne |
| Lur 431:2                  | Stensättning                |              | Lur, Bohuslän       |       | 58.789200, 11.276927 | 10157204310002 | Ladda upp en bild av detta fornminne |
| Lur 431:3                  | Stensättning                |              | Lur, Bohuslän       |       | 58.788825, 11.276743 | 10157204310003 | Ladda upp en bild av detta fornminne |
| Lur 431:4                  | Stensättning                |              | Lur, Bohuslän       |       | 58.788445, 11.276660 | 10157204310004 | Ladda upp en bild av detta fornminne |
| Lur 433:1                  | Röse                        |              | Lur, Bohuslän       |       | 58.792147, 11.277339 | 10157204330001 | Ladda upp en bild av detta fornminne |
| Lur 433:2                  | Stensättning                |              | Lur, Bohuslän       |       | 58.792285, 11.276910 | 10157204330002 | Ladda upp en bild av detta fornminne |
| Lur 457                    | Röse                        |              | Lur, Bohuslän       |       | 58.817020, 11.277304 | 12000000018198 | Ladda upp en bild av detta fornminne |
| Lur 483                    | Stensättning                |              | Lur, Bohuslän       |       | 58.785851, 11.377959 | 12000000021336 | Ladda upp en bild av detta fornminne |
| Lur 502                    | Stensättning                |              | Lur, Bohuslän       |       | 58.782326, 11.419087 | 12000000021356 | Ladda upp en bild av detta fornminne |
| Skee 321:2                 | Grav markerad av sten/block |              | Lur, Bohuslän       |       | 58.846098, 11.324333 | 10159503210002 | Ladda upp en bild av detta fornminne |
| Skee 966:1                 | Stensättning                |              | Lur, Bohuslän       |       | 58.836045, 11.264683 | 10159509660001 | Ladda upp en bild av detta fornminne |